# Theo Junior
Theo Junior (* 22. Dezember 2003 in Hamburg, eigentlich Theophilus Junior Bestelmeyer) ist ein deutscher Sänger aus Hamburg.

## Leben
Theo Junior wuchs in Hamburg als Sohn ghanaischer Eltern auf. 2016, mit 12 Jahren, nahm er an der Sendung The Voice Kids (Staffel 4) teil, wo er zum Team Sasha gehörte und bis ins Halbfinale kam. Am 21. Dezember 2018 veröffentlichte er einen Tag vor seinem 15. Geburtstag seinen ersten Song als Video über YouTube. Ab 2019 veröffentlichte er seine R&B-Songs über den Musikvertrieb TuneCore.
Der Durchbruch gelang ihm als Influencer auf TikTok. Viral wurde ein Video von ihm, in dem er seinen echten Namen Theophilus Junior Bestelmeyer bekannt gab. Das Video erreichte mehrere Millionen Klicks und wurde zu einer Art Insider-Witz. Angeblich sollte sich eine US-Amerikanerin sogar den Namen tätowieren lassen, weil er bei einer Abstimmung im Internet auftauchte. Im Anschluss nahm er einen Song mit seinem Namen auf. Er lernte unter anderem auch Trettmann kennen, der ihm wichtige Tipps gab.
Am 14. Juli 2022 unterschrieb er bei Signed by Programms, das zu Groove Attack gehört. Seine Single Ups & Downs erreichte Platz 14 der deutschen Singlecharts.

## Diskografie

### Alben
- 2020: TJ

### Singles
- 2018: Tanz
- 2019: Nach vorn
- 2019: Lit
- 2019: Burberry (mit RAFA)
- 2020: Diamonds VVs
- 2020: SwL
- 2020: Heute Nacht
- 2020: 3AM
- 2021: Neues Kapitel
- 2021: Spaceship (mit Youngk 622 und Yungpalo)
- 2021: Blind (mit Rezo Baby & Troublemakerz)
- 2021: Mit 4 Jahren
- 2021: Theophilus Junior Bestelmeyer
- 2021: Alles taub
- 2021: Loyal (Freestyle)
- 2021: Ich kann nicht mehr
- 2021: Du willst mich
- 2021: Mehr als die anderen (mit Sierra Kidd und Prinz Pi)
- 2021: Zeitzonen
- 2022: Endlich
- 2022: Was ich bin (mit Luna Simao)
- 2022: Herz in der Hand
- 2022: Pause
- 2022: Ups & Downs